# Ana Schurmann
Ana Schurmann (Florianópolis), é uma cantora, compositora, multi-instrumentista e modelo brasileira. De ascendência alemã, em 2020, sua música Tell Me fez sucesso na Europa e entrou na playlist da BBC britânica.
Em 2021 assinou a trilha sonora do desfile da Max Mara, realizado na última temporada de moda de Milão, a convite do diretor-criativo da grife.
Em 2023 entrou para a lista Forbes 30 Under 30, sendo assim considerada entre os jovens mais influentes do Brasil.